# Бондаренко Олександр Миколайович (солдат)
Олекса́ндр Микола́йович Бондаре́нко (народився 12 квітня 1990) — солдат Збройних сил України, учасник російсько-української війни.

## З життєпису
У 2010 році закінчив Миколаївський професійний промисловий ліцей за фахом «Кухар; бармен».

## Нагороди та вшанування
За особисту мужність і героїзм, виявлені у захисті державного суверенітету та територіальної цілісності України, вірність військовій присязі під час російсько-української війни, відзначений — нагороджений
- 27 червня 2015 року — орденом «За мужність» III ступеня.